# Všestrannost
Všestrannost je obecná lidská (případně i zvířecí) vlastnost - jde o všeobecné nadání či mimořádné schopnosti v mnoha oborech činnosti (například pracovní všestrannost, sportovní všestrannost, umělecká všestrannost, hudební všestrannost apod.).
Všestranný člověk je obvykle nadán více různými nadprůměrnými dovednostmi.

## Příklady všestrannosti

### Jezdecká všestrannost
Například jezdecká všestrannost, ta se obvykle testuje v jezdeckých soutěžích všestranné způsobilosti.

### Hudební všestrannost
Aby byl někdo hudebně všestranný, není nutné aby se v hudbě samotné vyznal. Mezi lidmi se spíše používá termín „hudebně talentovaný“ (hudební talent). Lze tak označit toho, kdo ovládá hru na různé nástroje, dokáže je využít v různých hudebních žánrech, či rozpozná hudbu dobře hranou (splňující základní obecné požadavky pro zařazení do daného žánru nebo předpoklady skladby jinak nezařaditelné) od špatné (falešně hrané bez vědomého záměru), a podobně. Hudebně všestranný člověk nemusí nutně ovládat hru na nějaký hudební nástroj, zpěv, nebo ovládat všechny ze zmíněných příkladů. Může naopak oplývat řádově více nezmíněnými vlastnostmi, nebo jen některými z nich. Často se můžeme setkat s jedincem jež sám sebe označuje jako hudebně všestranného pouze proto, že je zastáncem více než jednoho ze základních hudebních žánrů, nebo dokonce jen podřazených stylů některého ze základních žánrů. Hudebně všestranný člověk může mít dokonce nadprůměrný vjem i pro jiné umělecké projevy (např. kompozici vizuálního charakteru). Takového lze nazvat jako „umělecky všestranný“.